# Pizza
|  | Per a altres significats, vegeu «Pizza (desambiguació)». |

La pizza és un plat típic de la cuina casolana napolitana, consistent en una base de pa (normalment rodona) elaborada amb farina de blat, llevat, aigua i sal (de vegades oli d'oliva) amb salsa de tomàquet i formatge (normalment mozzarella) pel damunt. Juntament amb l'hamburguesa, la pizza és considerada com el menjar més difós a tot el món. Atesa la seva popularitat, es calcula que als Estats Units es consumeixen 350 porcions de pizza cada segon.
El terme pizza es va registrar per primera vegada l'any 997 dC, en un manuscrit llatí de la ciutat de Gaeta, al sud d'Itàlia, al Laci, a la frontera amb la Campània. Sovint s'atribueix a Raffaele Esposito la creació de la pizza moderna a Nàpols. El 2009, la pizza napolitana va ser registrada a la Unió Europea com a plat tradicional d'especialitat garantida (ETG). El 2017, l'art de fer pizza napolitana va ser inclòs a la llista del patrimoni cultural immaterial de la UNESCO.
La pizza i les seves variants es troben entre els aliments més populars del món. La pizza es ven en una varietat de restaurants, incloent-hi pizzeries (restaurants especialitzats en pizza), restaurants mediterranis, a domicili i com a menjar de carrer. A Itàlia, la pizza que se serveix en un restaurant no es presenta tallada a rodanxes i es menja amb ganivet i forquilla. En entorns informals, però, normalment es talla a rodanxes per menjar amb la mà. La pizza també es ven a les botigues de queviures en diverses formes, incloses les congelades o com a kits per a l'automuntatge. Les pizzes comprades a la botiga es cuinen després amb un forn casolà.
El 2017, el mercat mundial de la pizza era de 128.000 milions de dòlars, i als EUA de 44.000 milions de dòlars, repartits en 76.000 pizzeries. En general, el 13% de la població dels EUA de dos anys o més consumia pizza un dia qualsevol.

## Etimologia

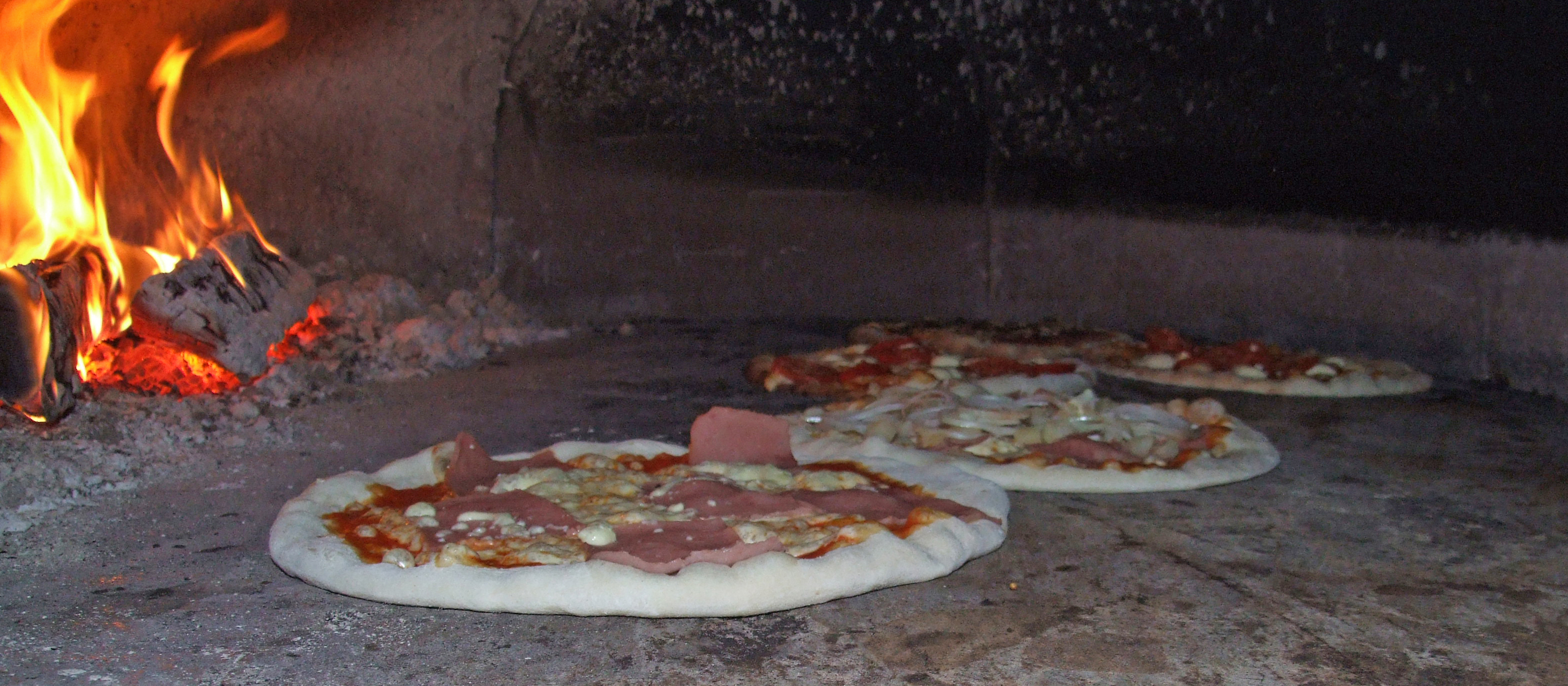
Pizzes a la vora del forn

L'ús més antic registrat de la paraula pizza és d'un text llatí de la ciutat de Gaeta, llavors encara part de l'Imperi Romà d'Orient, l'any 997 dC; el text estableix que un llogater de determinades propietats ha de donar al bisbe de Gaeta duodecim pizze («dotze pizzes») una espatlla i un ronyó de porc anualment el dia de Nadal, i dotze pizzes i un parell de pollastres anualment el diumenge de Pasqua.
Les etimologies suggerides inclouen:
- En grec medieval i llatí tardà pitta > pizza, cf. era un pa de pita grec modern i la pitta d'Apúlia i Calàbria, un pa pla rodó cuit al forn a alta temperatura de vegades amb cobertura. La paraula pitta es pot remuntar al grec antic πικτή (pikte), «pastissa fermentada», que en llatí es va convertir en «picta», o al grec antic πίσσα (pissa, àtic πίττα, pitta), "peça", o πήτεα (pḗtea), «segó» (πητίτης pētítēs, «pa de segó»).[17]

- El Diccionari Etimològic de la Llengua Italiana l'explica com provinent del dialectal pinza «pinça», com en el pinze italià modern «alicates, pinces, pinces, pinces». El seu origen és del llatí pinsere «pillar, estampar».

- La paraula llombard bizzo o pizzo que significa «mossegada» (relacionada amb les paraules angleses bit i bite), que va ser portada a Itàlia a mitjan segle vi pels invasors llombards. El canvi b>p es podria explicar pel canvi de consonant de l'alt alemany, i s'ha observat en aquest sentit que en alemany la paraula Imbiss significa «snack».

La paraula pizza va ser manllevada de l'italià a l'anglès als anys trenta; abans que es conegués, la pizza era anomenada «pastís de tomàquet» pels angloparlants. Algunes variacions regionals de pizza encara utilitzen el nom de pastís de tomàquet.
Les etimologies suggerides inclouen:
- Grec bizantí i llatí tardà pita > pizza, cf. Pa de pita grec modern i la pita de la Pulla i la Calàbria (llavors la Itàlia bizantina),[18] un pa pla rodó cuit al forn a alta temperatura, de vegades amb ingredients. Al seu torn, la paraula pitta es pot remuntar al grec antic πικτή ( pikte ), 'pastissa fermentada', que en llatí es va convertir en picta, o al grec antic πίσσα ( pissa, àtic : πίττα, pitta ), 'peça',[19][20] o πήτητε, (πήτης, πήτης, ( πήτης ), (πήτητης), (πήτητης), pētítēs, 'pa de segó').[21]
- El Diccionari etimològic de la llengua italiana ho explica com a procedent del dialectal pinza, 'pinça', com en l'italià modern pinze, 'alicates, tenalles, fòrceps'. El seu origen prové del llatí pinsere, 'picar, estampar'.[22]
- La paraula llombarda bizzo o pizzo, que significa "mos ple" (relacionada amb les paraules angleses bit i bite ), va ser portada a Itàlia a mitjans del segle VI dC pels llombards invasors.[23][24] El desplaçament b→p es podria explicar pel desplaçament consonàntic de l'alt alemany, i s'ha observat en aquest sentit que en alemany la paraula Imbiss significa "aperitiu".

Una pizza petita de vegades s'anomena pizzetta. Una persona que fa pizza es coneix com a pizzaiolo.
La paraula pizza va ser manllevada de l'italià a l'anglès a la dècada del 1930; abans que es fes coneguda, els angloparlants anomenaven pizza "tomato pie". Algunes variacions regionals de pizza encara utilitzen el nom de pastís de tomàquet.

## Història

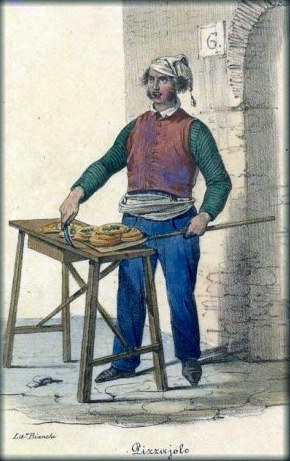
Una il·lustració de 1830 d'un pizzaiolo a Nàpols

Els pans rodons són una tradició de tot el Mediterrani. Potser d'antic origen persa, aquest pa va ser introduït a la Magna Grècia (Itàlia Meridional) pels primers colons grecs. Al segle iii aC, la primera història de Roma, escrita per Cató el Vell, menciona una massa rodona pastada amb oli d'oliva, herbes i mel, fornejada sobre pedres. S'han trobat proves que daten del 79 a les restes de Pompeia. Les excavacions arqueològiques han tret a la llum establiments de gran similitud amb una pizzeria moderna.
Es poden trobar registres d'aliments semblants a la pizza al llarg de la història antiga. Al segle VI aC, els soldats perses de l'Imperi aquemènida durant el govern de Darios el Gran feien pa pla amb formatge i dàtils a sobre dels seus escuts de batalla i els antics grecs complementaven el seu pa amb olis, herbes i formatge. Una referència primerenca a un menjar semblant a la pizza apareix a l' Eneida, quan Celeno, reina de les Harpies, prediu que els troians no trobarien pau fins que la fam els obligués a menjar-se les seves taules (Llibre III). Al llibre VII, Enees i els seus homes reben un àpat que inclou pastissos rodons (com ara pa de pita) coberts amb verdures cuites. Quan mengen el pa, s'adonen que aquestes són les "taules" profetitzades per Celeno. El 2023, uns arqueòlegs van descobrir un fresc a Pompeia que semblava representar un plat semblant a una pizza entre altres aliments i productes bàsics en una safata de plata. El ministre de Cultura d'Itàlia va dir que «pot ser un avantpassat llunyà del plat modern». La primera menció de la paraula pizza sembla provenir d'un document notarial escrit en llatí i datat de l'any 997. CE de Gaeta, exigint el pagament de "dotze pizzes, una espatlla de porc i un ronyó de porc el dia de Nadal, i dotze pizzes i un parell de pollastres el dia de Pasqua".
La pizza moderna va evolucionar a partir de plats similars de pa pla a Nàpols, Itàlia, al segle XVIII , poc després que els catalans la perdessin, o principis del XIX. Abans d'aquella època, el pa pla sovint es complementava amb ingredients com all, sal, llard i formatge. No se sap amb certesa quan es van afegir els tomàquets per primera vegada i hi ha moltes afirmacions contradictòries, tot i que certament no podria haver estat abans del segle XVI i la Borsa Colombina. La pizza es venia en parades a l'aire lliure i en pizzeries fins aproximadament el 1830, quan les pizzeries de Nàpols van començar a tenir taules on els clients podien seure i menjar les seves pizzes al moment. Cap a mitjan segle xviii, a Nàpols hi havia més de vuitanta pizzeries. A la primera meitat del segle xix es considerava un menjar per a napolitans pobres.
Nàpols s'havia diferenciat per haver incorporat, a la segona meitat del segle xvii, el tomàquet provinent d'Amèrica a l'alimentació. Les llavors de tomàquet provinents del Perú en la dècada de 1770 van originar una varietat coneguda com a tomàquet San Marzano, la baixa acidesa del qual ho va fer òptim per a la preparació de salsa. La combinació de pa, salsa de tomàquet i formatge va donar a origen a un aliment calent, desitjable i barat per als habitants humils de la ciutat. La vinculació amb la pasta i la pizza al segle xix va fer que el tomàquet es convertís en un ingredient dominant de la gastronomia italiana.
Una llegenda popular diu que la pizza arquetípica, la pizza Margherita, es va inventar el 1889, quan el Palau Reial de Capodimonte va encarregar al pizzaiolo napolità, Raffaele Esposito que creés una pizza en honor de la reina Margherita, que estava de visita. De les tres pizzes diferents que va crear, la reina va preferir fermament una pizza vestida amb els colors de la bandera italiana: vermella (tomàquet), blanca (mozzarella) i verda (alfàbrega). Suposadament, aquest tipus de pizza va rebre el nom de la reina, i una carta oficial de reconeixement del "cap de servei" de la reina roman fins avui exposada a la botiga d'Esposito, ara anomenada Pizzeria Brandi. Investigacions posteriors van posar en dubte aquesta llegenda, minant l'autenticitat de la carta de reconeixement, assenyalant que cap mitjà de comunicació de l'època va informar sobre la suposada visita i que tant la història com el nom Margherita es van promocionar per primera vegada a les dècades del 1930 i 1940.
Hi ha diferents plats semblants a la pizza arreu del món:
- Les coques arreu dels Països Catalans. Per exemple, la coca de recapte a les terres de Ponent, o les coques mallorquines són similars a les pizzes. Els regañaos de la zona d'Ademús (Racó d'Ademús) i d'Albarrasí, a l'extrem sud d'Aragó, s'assemblen molt a les bases per a pizza.[43]
- La pizza al molde originària de Buenos Aires, és una pizza però amb una base més flonja i amb molt de formatge.
- La farinata o cecina, de la Ligúria i la Toscana.
- La pissaladière de la Provença.

## Comercialització arreu del món
La pizza va ser portada als Estats Units per immigrants italians a finals del segle XIX i va aparèixer per primera vegada a les zones on es concentraven. La primera pizzeria del país, Lombardi's, va obrir a la ciutat de Nova York el 1905. Els italoamericans que van emigrar d'Orient a Oest van portar el plat amb ells, i des d'allà, la versió americana es va exportar a la resta del món.
Arran de la seva popularització als Estats Units a mitjan segle xx, la pizza esdevingué article de menjar ràpid. Actualment la venda de pizza es fa en gran part mitjançant franquícies comercials, que posseeixen restaurants especialitzats i establiments de menjar preparat per a distribució a domicili arreu de tot planeta.
L'Associazione Verace Pizza Napoletana (literalment 'Associació de la Veritable Pizza Napolitana') és una organització sense ànim de lucre fundada el 1984 amb seu a Nàpols que té com a objectiu promoure la pizza napolitana tradicional. El 2009, a petició d'Itàlia, la pizza napolitana va ser registrada a la Unió Europea com a plat d'especialitat tradicional garantida (ETG), i el 2017 l'art de la seva elaboració va ser inclòs a la llista del patrimoni cultural immaterial de la UNESCO.

## Preparació d'una pizza italiana
La pizza es ven fresca o congelada, sencera o en porcions. S'han desenvolupat mètodes per superar reptes com ara evitar que la salsa es combini amb la massa i produir una crosta que es pugui congelar i reescalfar sense que es torni rígida. Hi ha pizzes congelades amb ingredients crus i amb base que lleva.

###### Recepte
Ingredients: aigua, farina, salsa de tomàquet, mozzarella, sal, rent i oli.
Preparació: En primer lloc, afegim l'aigua, farina, oli, rent i sal junts i ho pastem tot. Quan obtenim una massa bastant elàstica, la posarem en un bol amb oli, i la deixarem reposar entre 1-1:30 h. Quan acaba l'hora i mitja se li dona a la massa la forma desitjada (normalment rodona). Finalment se li afegeix salsa de tomàquet, oli i mozzarella (cadascú pot posar ingredients al seu gust). Es posa dins del forn a 180 °C per 20-25 minuts.

### Preparació de pizza

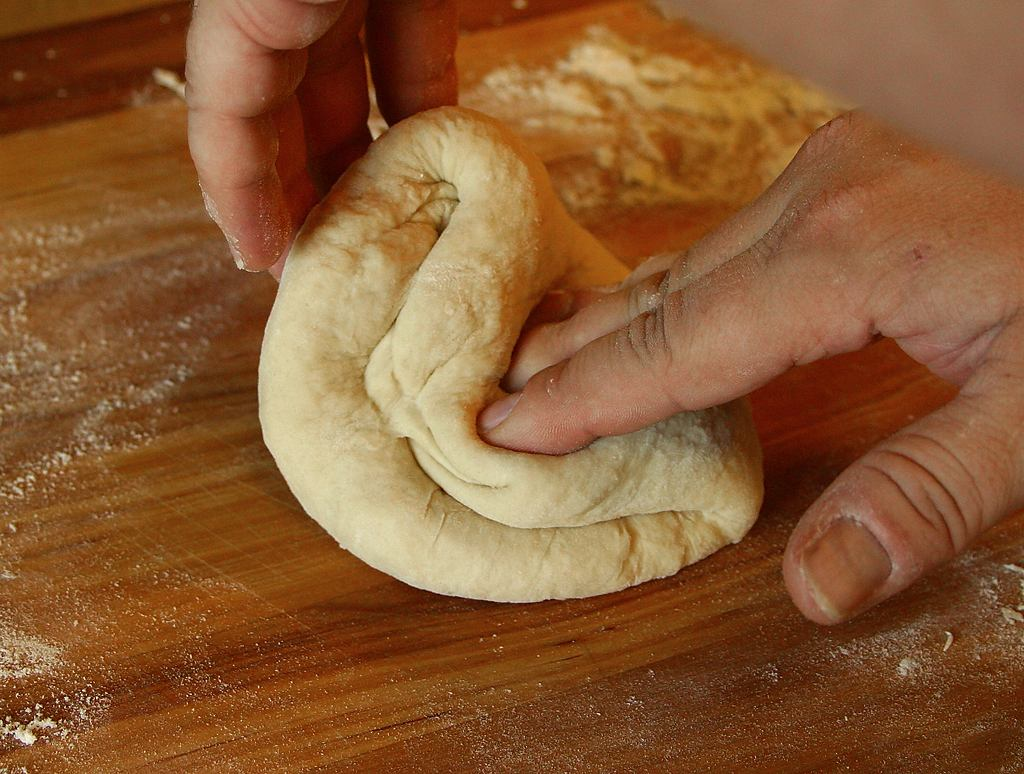
Massa de pizza que s'amassa abans de deixar-la quieta i deixar-la reposar per fermentar
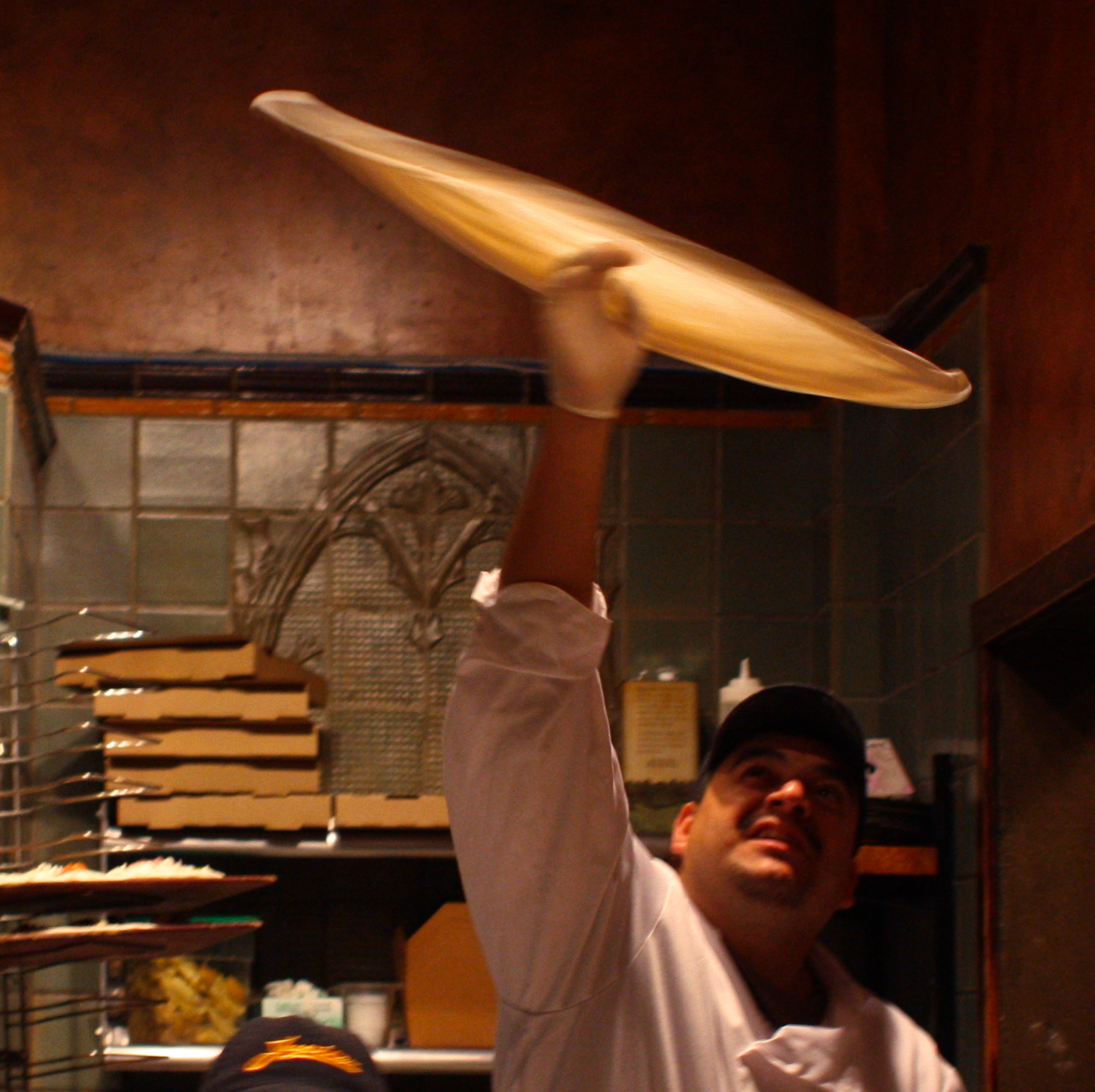
Remenant la massa de pizza per estirar-la
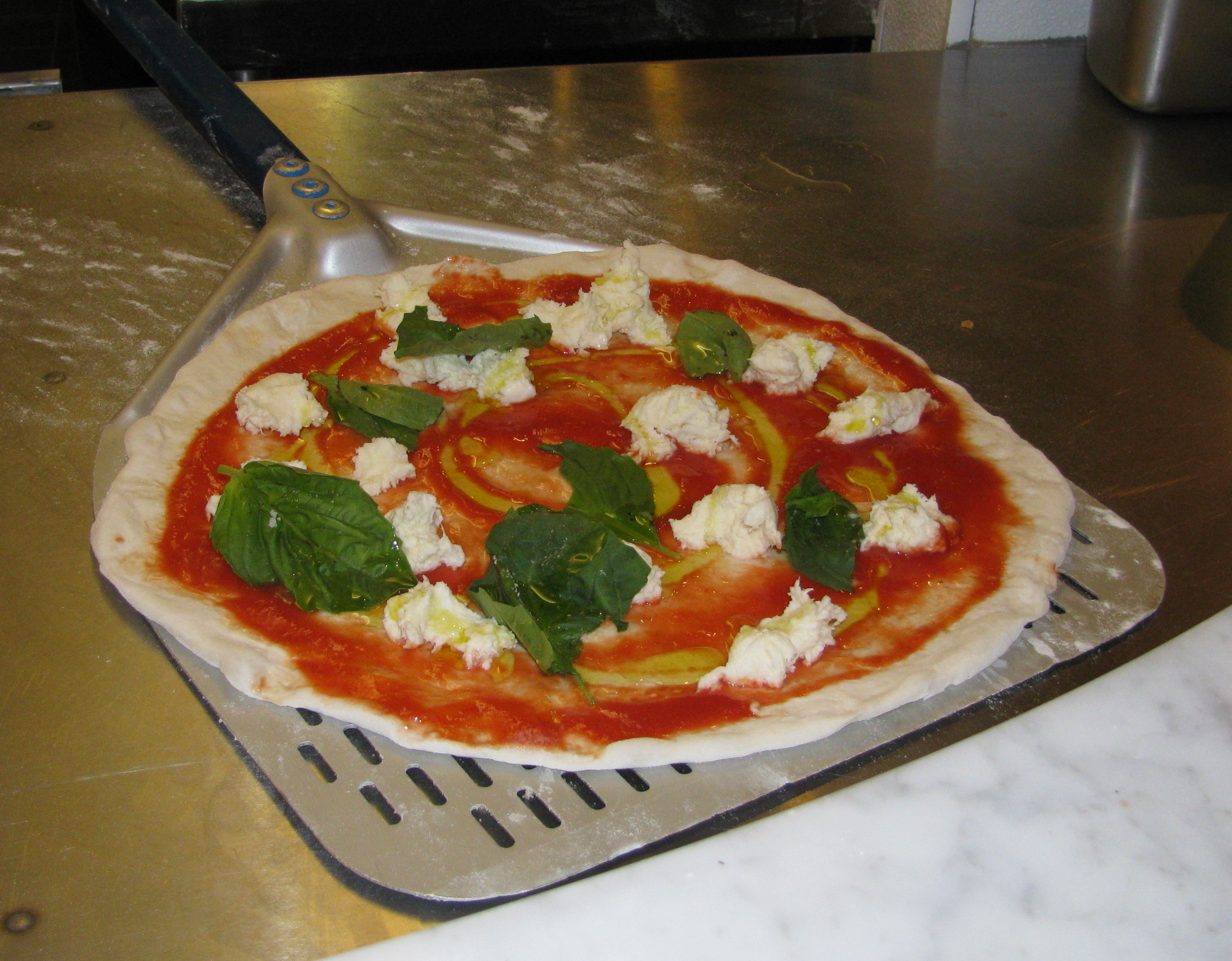
Una pizza napolitana sense coure sobre una pala metàl·lica, a punt per al forn
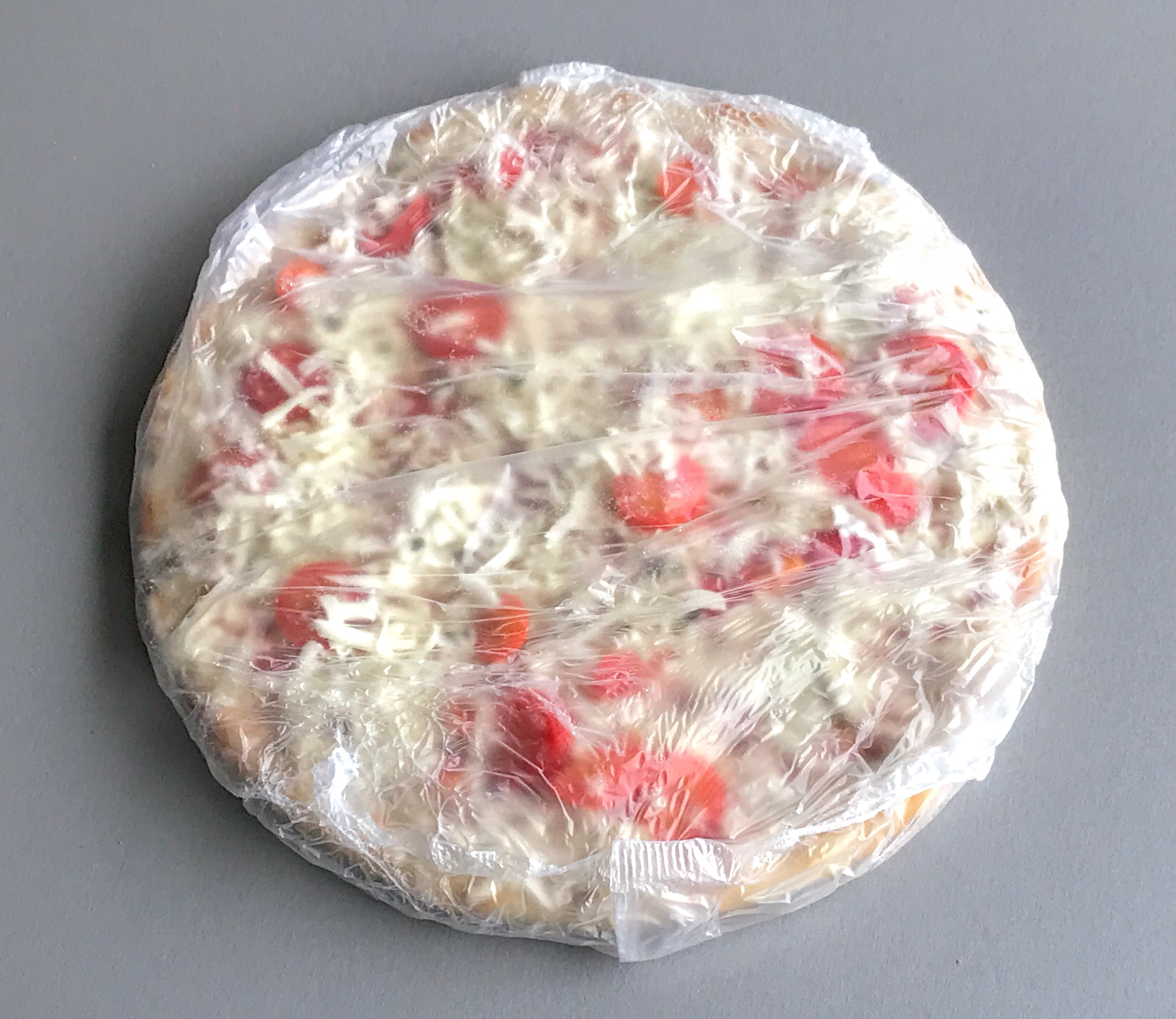
Una pizza congelada, produïda en massa i embolicada, per coure a casa

### Forn
Als restaurants, la pizza es pot coure en un forn amb maons refractaris sobre la font de calor, un forn elèctric de plataforma, un forn de cinta transportadora o, a l'estil tradicional, en un forn de llenya o carbó. La pizza es llisca al forn sobre una pala llarga, anomenada " Pala de forner ", i es cou directament sobre maons calents, una reixa (una reixa metàl·lica rodona, normalment d'alumini) o qualsevol que sigui la superfície del forn. Abans d'usar-la, normalment es ruixa la pala amb farina de blat de moro per permetre que la pizza llisqui fàcilment. Quan es fa a casa, una pizza es pot coure en una pedra de pizza en un forn normal per reproduir part de l'efecte de calefacció d'un forn de maó. Cuinar directament sobre una superfície metàl·lica provoca una transferència de calor massa ràpida a l'escorça, cosa que la crema. Alguns xefs casolans utilitzen un forn de pizza de llenya, normalment instal·lat a l'aire lliure. Com en els restaurants, sovint tenen forma de cúpula, com ho han estat els forns de pizza durant segles, per tal d'aconseguir una distribució uniforme de la calor. Una altra variació és la pizza a la brasa, en què la pizza es cou directament a la graella. Alguns tipus, com la pizza siciliana, es couen en una paella en lloc de directament sobre els maons del forn de pizza.

La majoria de restaurants utilitzen taules de preparació de pizza estàndard i construïdes específicament per muntar les seves pizzes. La producció massiva de pizza per cadenes es pot automatitzar completament.

Forneig de pizzes
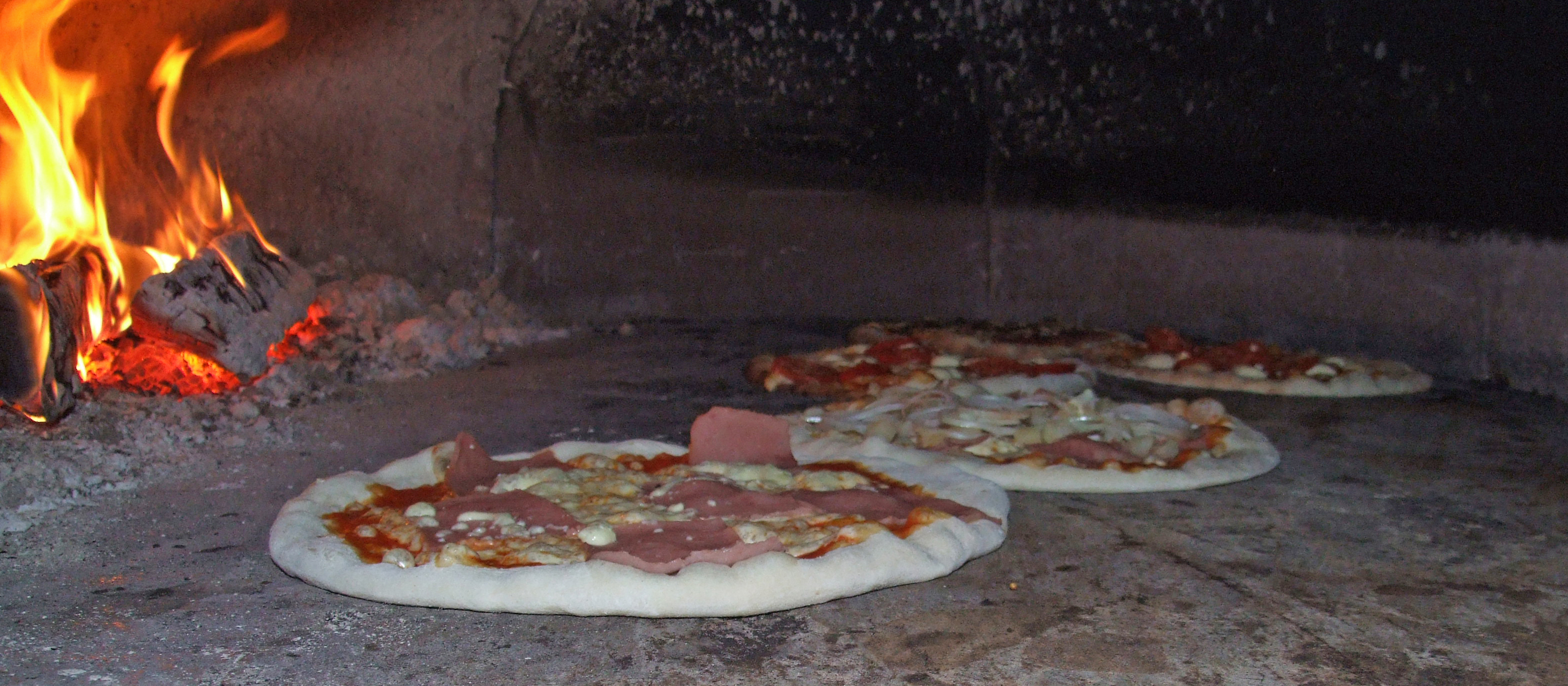
Pizzes que es couen en un forn de llenya tradicional
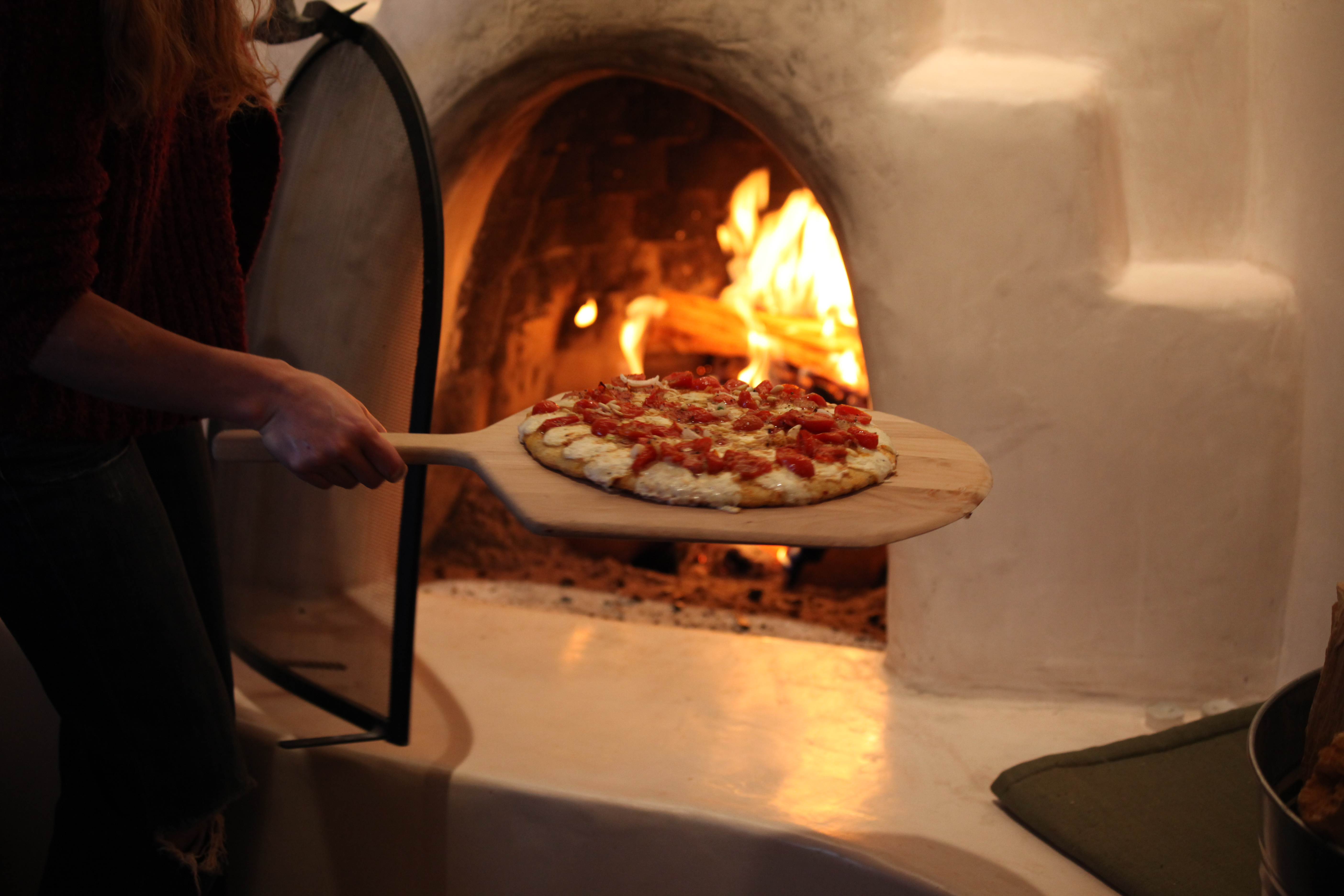
Una pizza que es treu amb una pala de fusta
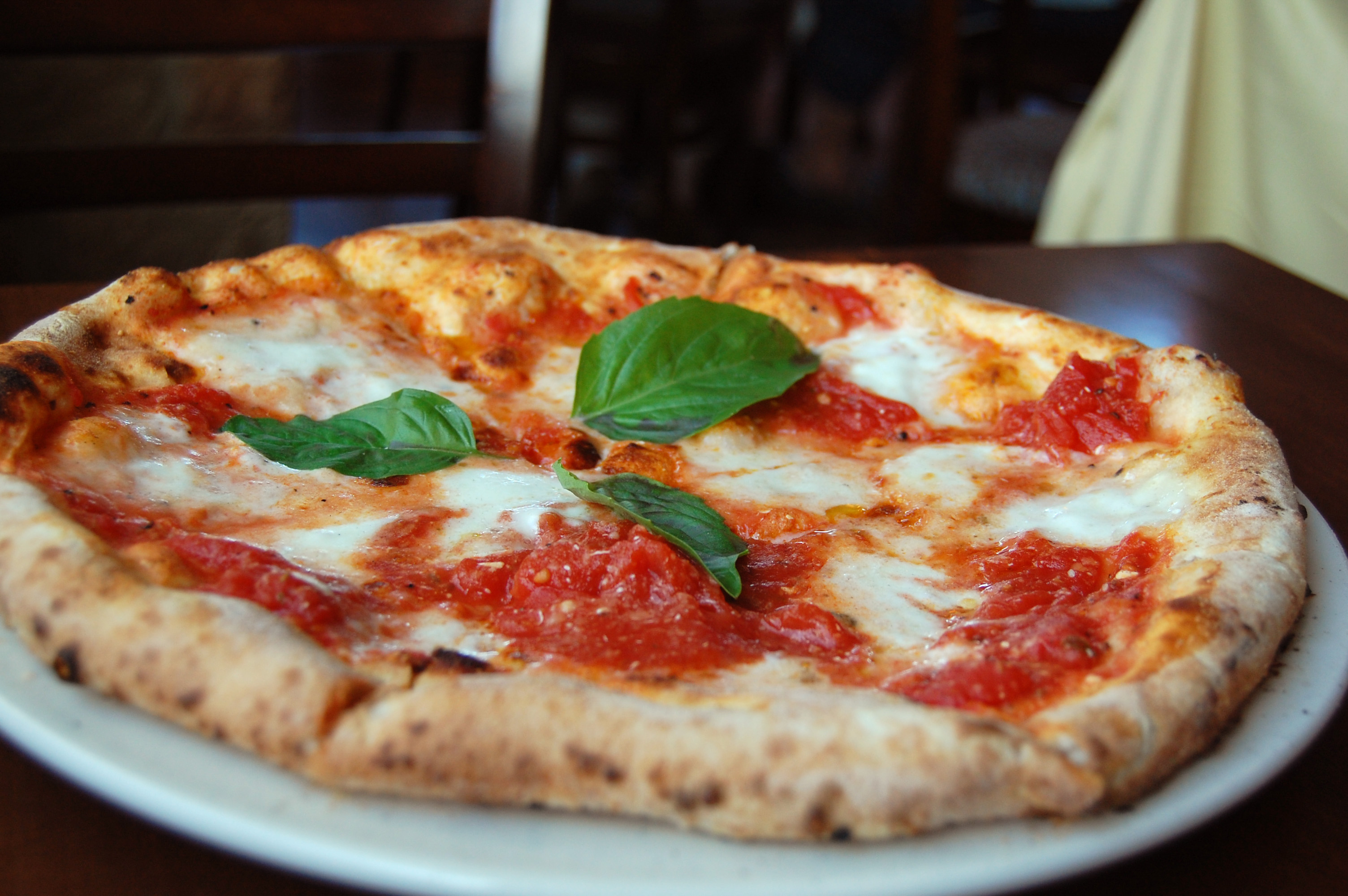
Una pizza Margarita
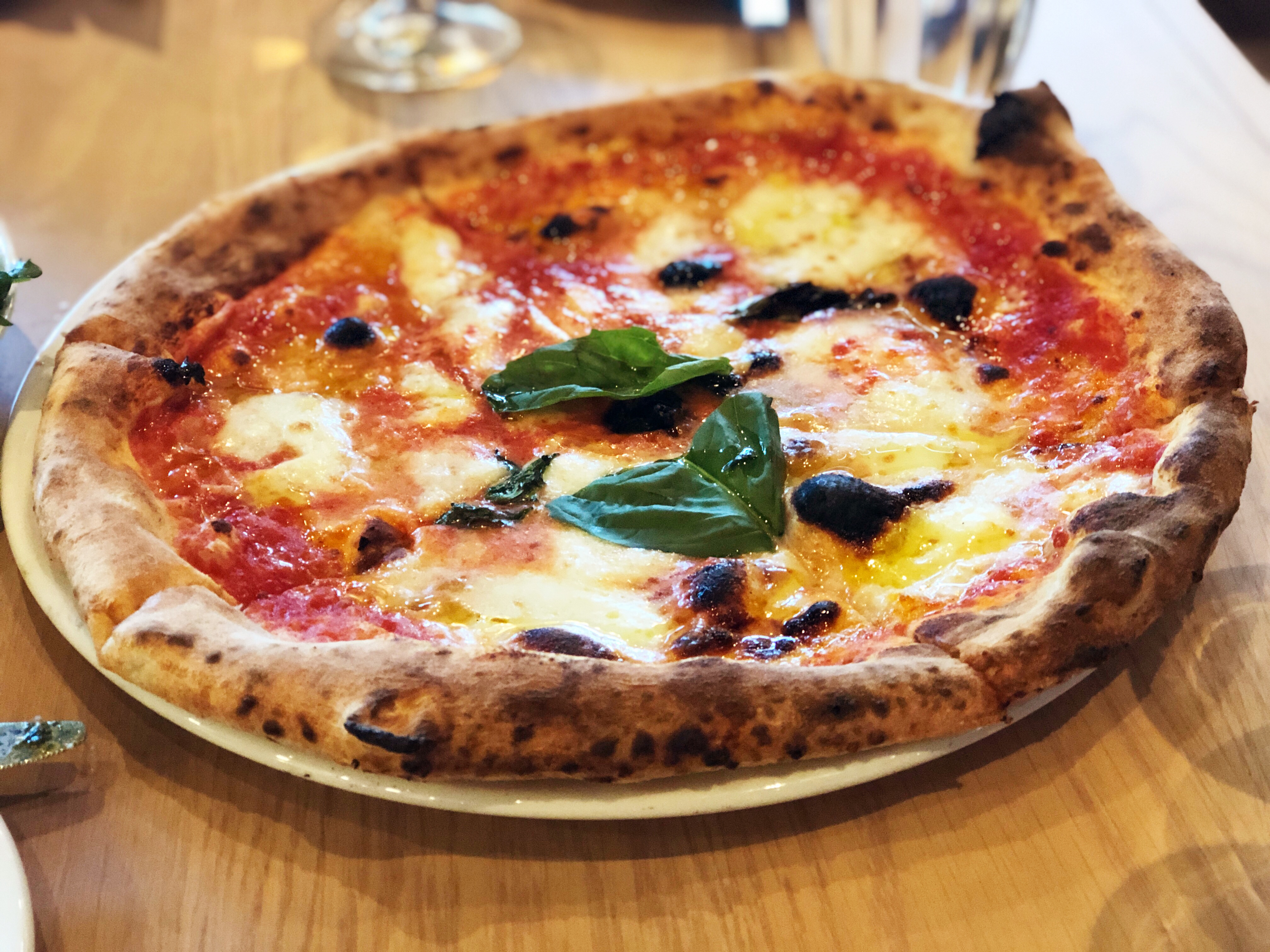
Crosta carbonitzada en una pizza Margarita, un tret acceptable en la pizza artesanal
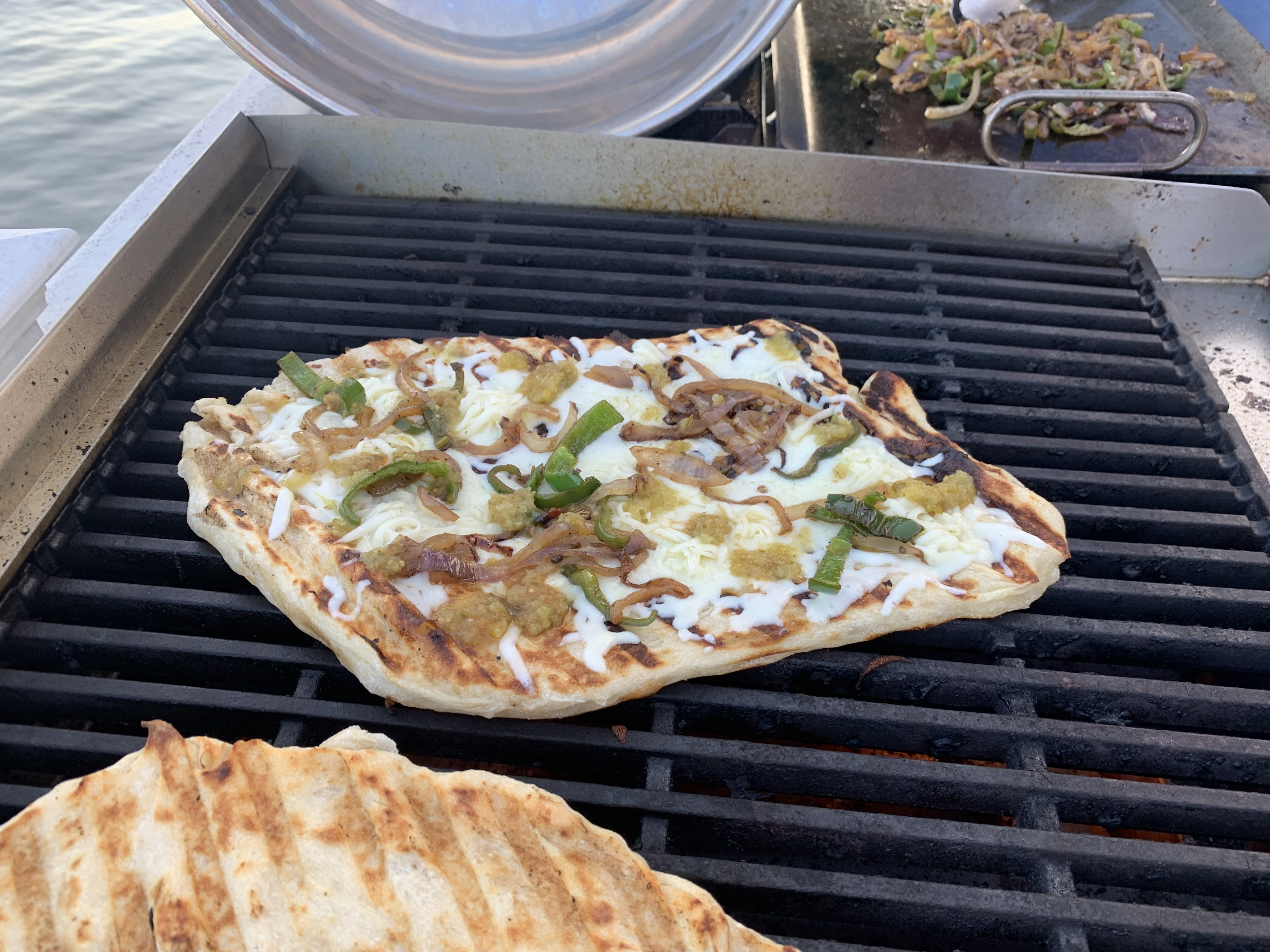
Fer pizza a la brasa en una cuina de gas a l'aire lliure

### Crosta
La part inferior de la pizza, anomenada "crosta", pot variar molt segons l'estil: fina com en una pizza napolitana típica feta a mà o gruixuda com en una pizza de pasta fonda a l'estil Chicago. Tradicionalment és senzill, però també es pot amanir amb all o herbes, o farcit de formatge. La vora exterior de la pizza de vegades s'anomena cornicione. Algunes masses de pizza contenen sucre, per ajudar el llevat a pujar i millorar el daurat de la crosta.

### Formatge
La mozzarella s'utilitza habitualment a la pizza, la mozzarella de búfala es produeix als voltants de Nàpols. També s'utilitzen altres formatges, especialment burrata, gorgonzola, provolone, pecorino romano, ricotta i scamorza. S'han desenvolupat formatges processats o anàlegs de formatge menys costosos per a pizzes de mercat massiu per produir qualitats desitjables com ara daurar-se, fondre's, estirar-se, contingut consistent de greix i humitat i una vida útil estable. Aquesta recerca per crear el formatge de pizza ideal i econòmic ha implicat molts estudis i experiments que analitzaven l'impacte de l'oli vegetal, els processos de fabricació i cultiu, les proteïnes del sèrum de llet desnaturalitzades i altres canvis en la fabricació. El 1997, es va estimar que la producció anual de formatge per a pizza era  de 100,000 tones mètriques a Europa i 1 milió tones mètriques als EUA.

## Varietats i estils
La varietat de pizzes que existeix és molt àmplia i a cada país et pots trobar pizzes que només es fan allà a causa de l'adaptabilitat que permet aquest plat. Aquesta llista conté les pizzes més comuns.

### Varietats
| Imatge | Nom                    | Ingredients                                                              | Creació | Observacions                                                |
| ------ | ---------------------- | ------------------------------------------------------------------------ | ------- | ----------------------------------------------------------- |
|        | Pizza capricciosa      | Tomàquet, mozzarella, pernil, carxofa i bolets (normalment xampinyons)   |         | Similar a la pizza quatre estacions                         |
|        | Pizza margarida        | Tomàquet, mozzarella i alfàbrega                                         | 1800    | Típica i original de Nàpols                                 |
|        | Pizza marinara         | Tomàquet, all, orenga i oli                                              | 1734    |                                                             |
|        | Pizza quatre formatges | Tomàquet, mozzarella, gorgonzola, fontina i parmesà                      |         |                                                             |
|        | Pizza quatre estacions | Tomàquet, pernil, carxofa, alfàbrega i bolets                            |         | Similar a la pizza capricciosa                              |
|        | Calzone                | Tomàquet, mozzarella, pernil dolç, pot portar ous o salami               |         |                                                             |
|        | Pizza prosciutto       | Tomàquet, mozzarella i pernil                                            |         | Hi ha una variant amb bolets anomenada "Prosciuto e funghi" |
|        | Pizza carbonara        | Salsa carbonara, xampinyons i orenga                                     |         |                                                             |
|        | Pizza barbacoa         | Mozzarella, ceba, pebrot verd i vermell, carn picada, cansalada i orenga |         |                                                             |
|        | Pizza hawaiana         | Tomàquet, formatge, pernil dolç i pinya                                  |         |                                                             |

### Estils

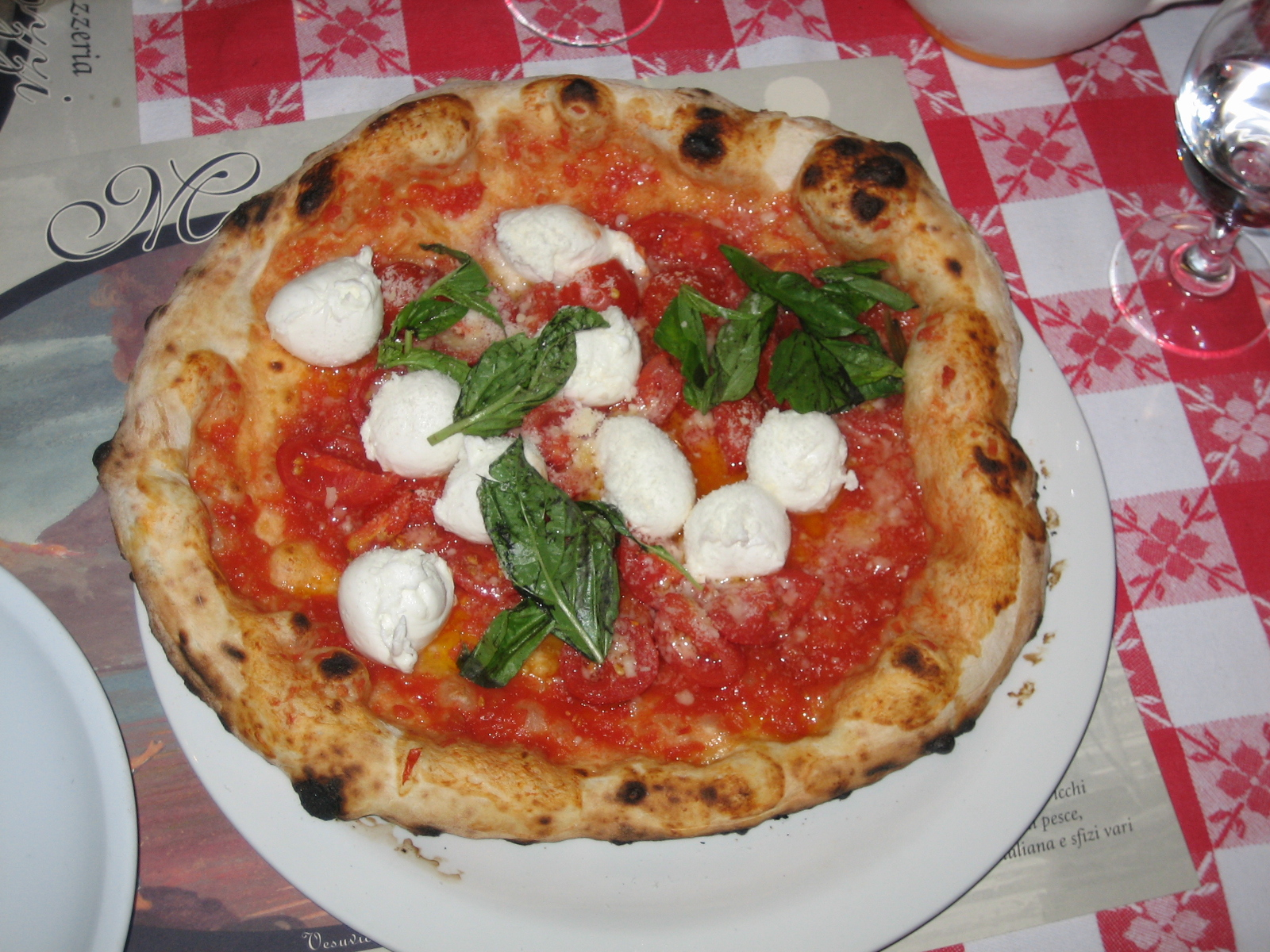
La llegenda popular considera que els ingredients de la pizza margarita tradicional — tomàquets (vermell), mozzarella (blanca) i alfàbrega (verda) — estan inspirats en els colors de la bandera nacional d'Itàlia.

| Imatge | Nom                            | Característiques | Origen                                        | Creacio     |
| ------ | ------------------------------ | --- | --------------------------------------------- | ----------- |
|        | Calzone                        | Pizza plegada per la meitat, de manera que es pugui girar. | Nàpols, Itàlia                                | 1700s       |
|        | Pizza fregida                  | La pizza és fregida (cuita en oli) en comptes de fornejada. | Nàpols, Itàlia                                |             |
|        | Pizzetta                       | Pizza petita servida com a aperitiu o berenar. | Italia                                        |             |
|        | Pizza a l'estil californià     | Es distingeix per l'ús d'ingredients no tradicionals, especialment varietats de productes frescos.                                                                               | California, U.S.                              | 1980        |
|        | Pizza a l'estil de Chicago     | Es cou en una paella amb una vora alta que sosté una capa gruixuda de guarniments. La crosta de vegades es farceix amb formatge o altres ingredients.                            | Chicago, U.S.                                 |             |
|        | Pizza a l'estil de Colorado    | Made with a characteristically thick, braided crust topped with heavy amounts of sauce and cheese. It is traditionally served by the pound, with a side of honey as a condiment. | Colorado, U.S.                                | 1973        |
|        | Pizza a l'estil de Detroit     | El formatge s'escampa fins a les vores i es caramel·litza contra la safata rectangular de parets altes i pesades, donant a la crosta una vora cruixent i de puntes.              | Detroit, U.S.                                 | 1946        |
|        | Pizza a l'estil de Nova York   | Pizza d'origen napolità amb una crosta fina i plegable característica. | Àrea metropolitana de Nova York (i més enllà) | Early 1900s |
|        | Pizza a l'estil de Saint Louis | L'estil té una crosta fina semblant a una galeta feta sense llevat, generalment utilitza formatge Provel i es talla en quadrats o rectangles en lloc de falques.                 | St. Louis, U.S.                               | 1945        |

### Per regió d'origen

##### Itàlia
L'autèntica pizza napolitana (en italià: pizza napoletana) es fa amb tomàquets San Marzano, cultivats a les planes volcàniques al sud del Vesuvi, i mozzarella di bufala campana, feta amb llet de búfala d'aigua criada als aiguamolls de la Campània i el Laci, o fior di latte. La mozzarella de búfala està protegida amb la seva pròpia denominació d'origen protegida (DOP) europea. Altres pizzes tradicionals inclouen la pizza marinara, suposadament la pizza amb tomàquet més antiga, la pizza capricciosa, que es prepara amb formatge mozzarella, pernil al forn, xampinyons, carxofa i tomàquet.
Una variant popular de pizza a Itàlia és la pizza siciliana, una pizza de massa gruixuda o fonda originada durant el segle XVII a Sicília: és essencialment una focaccia que normalment es cobreix amb salsa de tomàquet i altres ingredients. Fins a la dècada del 1860, la pizza siciliana era el tipus de pizza que es consumia habitualment a Sicília, especialment a la part occidental de l'illa. Altres variacions de pizzes també es troben en altres regions d'Itàlia, per exemple la pizza al padellino o la pizza al tegamino, una pizza petita, de massa gruixuda i fonda que se serveix típicament a Torí, al Piemont.

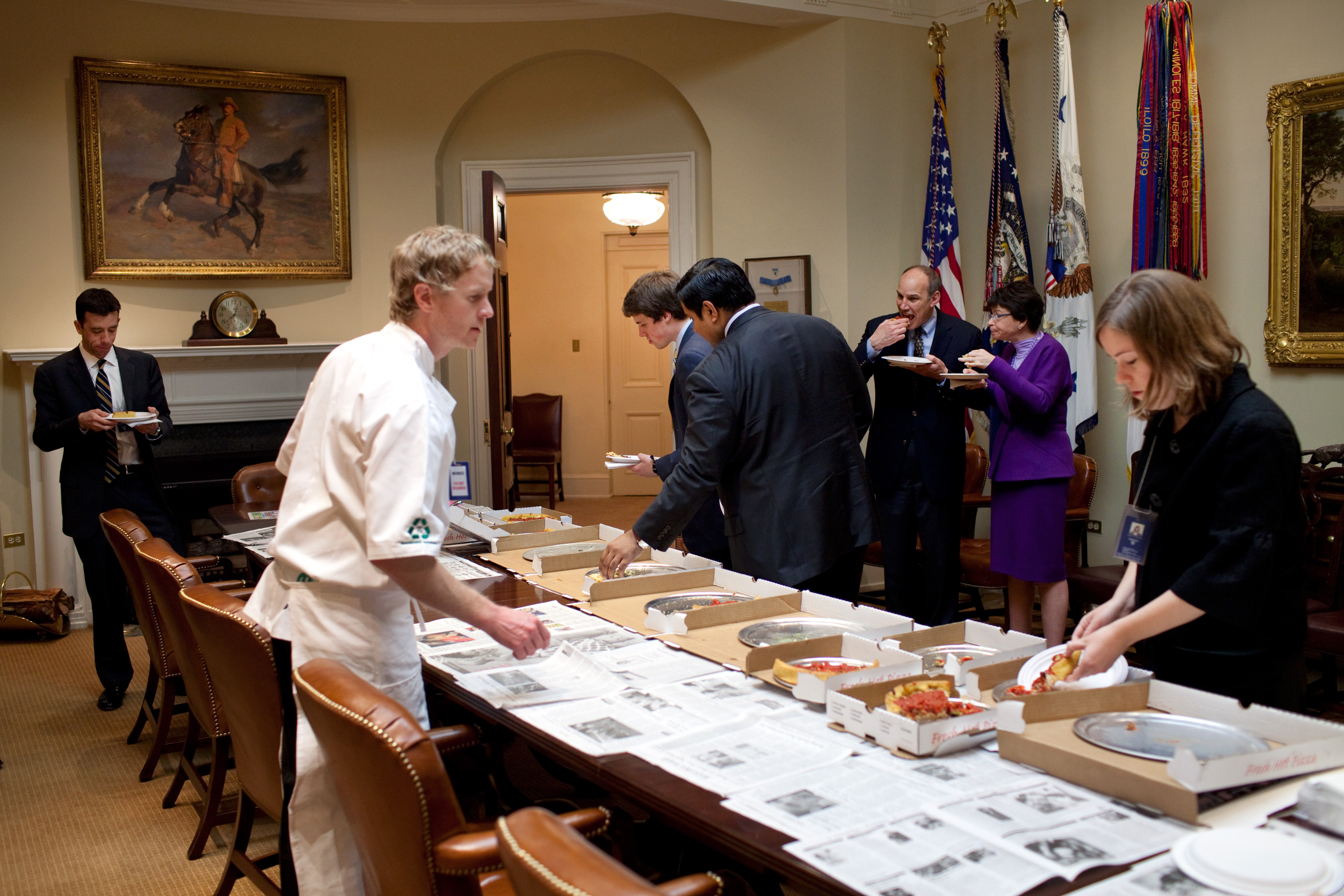
Banquet de pizza a la Casa Blanca servint pizza a l'estil Chicago (2009)

###### Estats Units
La primera pizzeria dels Estats Units va obrir al barri de Little Italy de Nova York el 1905. Els ingredients habituals per a la pizza als Estats Units inclouen anxoves, carn picada de vedella, pollastre, pernil, xampinyons, olives, cebes, pebrots, pepperoni, pinya, salami, salsitxa, espinacs, bistec i tomàquets. Al segle XX es van desenvolupar diferents tipus regionals, com ara els de Buffalo, Califòrnia, Chicago, Detroit, Grec, New Haven, Nova York i St. Louis. Aquestes variacions regionals inclouen pizza de plat profund, farcida, de butxaca, empanada, enrotllada i pizza amb pal, cadascuna amb combinacions aparentment il·limitades de salsa i ingredients.

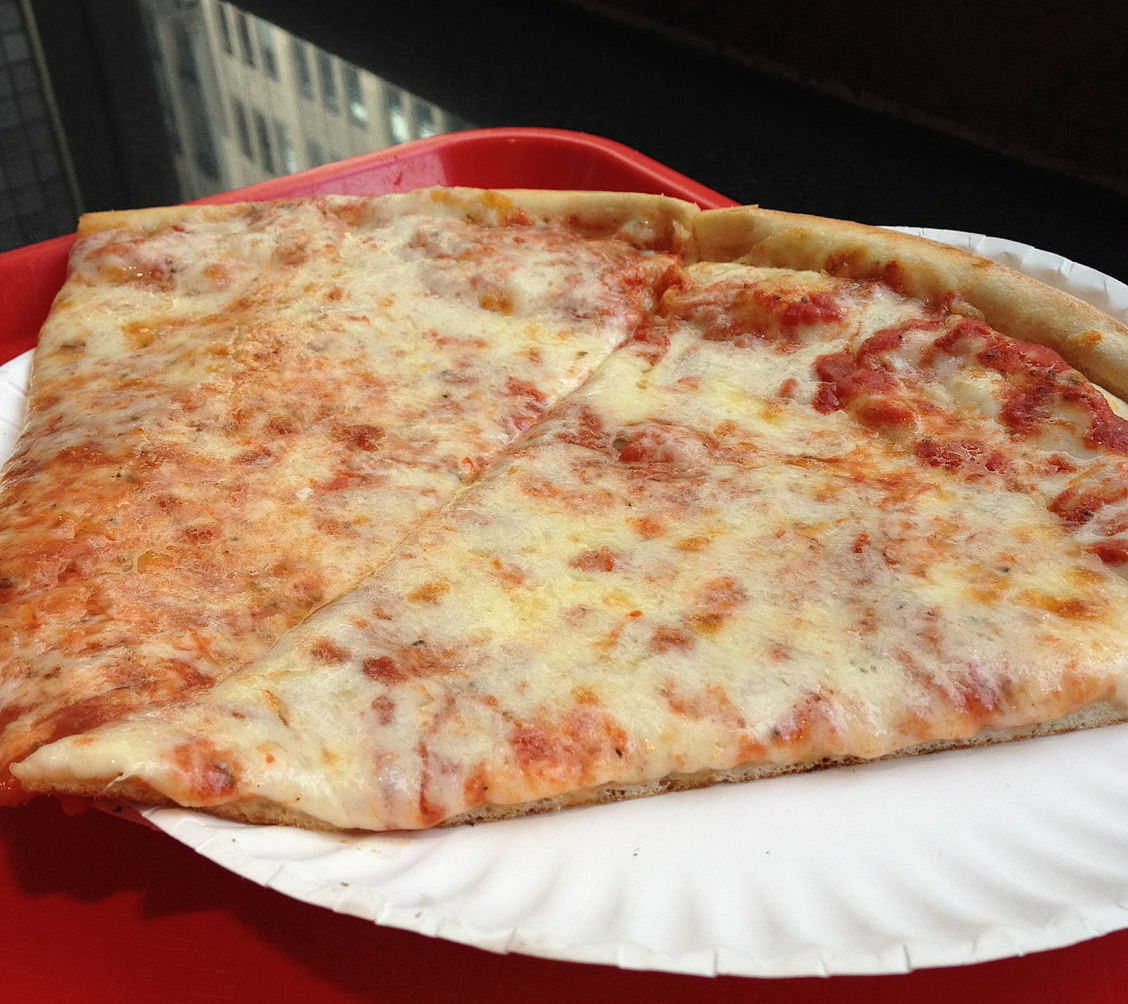
Crosta caramel·litzada de porcions de pizza a l'estil de Nova York

El tretze per cent de la població dels Estats Units consumeix pizza un dia qualsevol. Les cadenes de pizzeries com Domino's Pizza, Pizza Hut i Papa John's, les pizzeries de pizzeries per emportar i les pizzes refrigerades o congelades dels supermercats fan que la pizza estigui fàcilment disponible a tot el país.

###### Argentina
La pizza argentina és un pilar de la gastronomia del país, especialment de la seva capital, Buenos Aires, on es considera un patrimoni cultural i una icona de la ciutat. L'Argentina és el país amb més pizzeries per habitant del món i, tot i que es consumeixen a tot el país, la concentració més alta de pizzeries i clients és Buenos Aires, la ciutat amb el consum més alt de pizzes del món (estimat el 2015 en 14 milions per any). Com a tal, la ciutat ha estat considerada com una de les capitals mundials de la pizza. El plat va ser introduït a Buenos Aires a finals del segle XIX amb la massiva immigració italiana, com a part d'una gran onada d'immigració europea al país. Així, més o menys al mateix temps que s'inventava la icònica pizza Margarida a Itàlia, ja es cuinava pizza a la capital argentina. Els immigrants italians empobrits que van arribar a la ciutat van transformar el plat originalment modest en un àpat molt més abundant, motivats per l'abundància d'aliments a l'Argentina. A la dècada del 1930, la pizza es va consolidar com una icona cultural a Buenos Aires, i les noves pizzeries es van convertir en un espai central de sociabilitat per a la classe treballadora que acudia en massa a la ciutat.

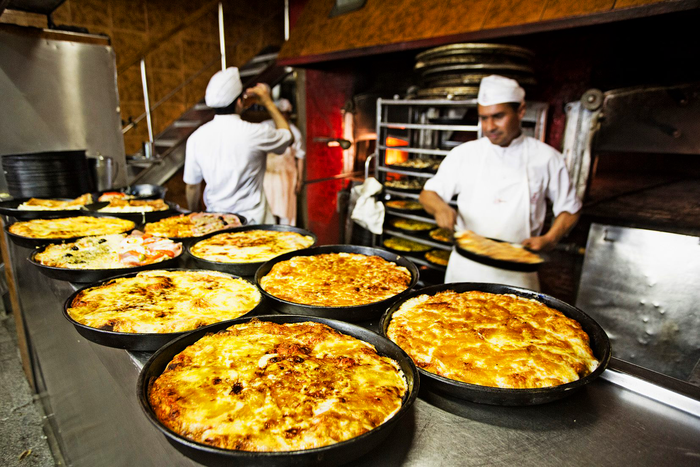
Pizzes de motlle tradicionals argentines preparades en una pizzeria de Buenos Aires

L'estil més característic de la pizza argentina —en què s'especialitzen gairebé totes les pizzeries clàssiques de Buenos Aires— és l'anomenada pizza de motlle (en castellà, 'pizza a la paella'), que es caracteritza per tenir una "base gruixuda i esponjosa i una crosta elevada i de pa". Aquest estil, que s'identifica com l'estil típic de pizza argentina —caracteritzada per una crosta gruixuda i una gran quantitat de formatge— que va sorgir quan els immigrants italians empobrits van trobar una major abundància d'aliments a l'aleshores pròspera Argentina, cosa que els va motivar a transformar el plat originalment modest en un àpat molt més consistent adequat per a un plat principal. El nom de pizza de motlle va sorgir perquè no hi havia forns de pizza a la ciutat, així que els forners van recórrer a coure-les en safates. Com que utilitzaven plats de forn, les pizzes argentines eren inicialment quadrades o rectangulars, un format associat a la dècada del 1920 que encara es manté en algunes pizzeries clàssiques, especialment per a les pizzes de verdures, fugazzetes o fugazzes.
Altres estils de pizza argentina inclouen la icònica fugazza i el seu derivat fugazzeta o fugazza con queso (una terminologia que varia segons la pizzeria), o la pizza de cancha o canchera (una variant sense formatge). La majoria dels menús de pizza inclouen combinacions de sabors estàndard, com ara la mozzarella tradicional, anomenada "muza" o "musa"; la napolitana o "napo", amb "formatge, tomàquets a rodanxes, all, orenga seca i unes quantes olives verdes", que no s'ha de confondre amb la pizza napolitana; la calabresa, amb rodanxes de llonganissa; el jamon y morrones, amb pernil tallat i pebrots rostits; així com versions amb provolone, amb anxoves, amb palmito o amb ou dur picat. Un costum típic i exclusiu de Buenos Aires és acompanyar la pizza amb fainá, una coca feta amb farina de cigrons.

### Pizza de postres
Els termes pizza de postres i pizza dolça s'utilitzen per a una varietat de plats que s'assemblen a una pizza, com ara la pizza de xocolata i la pizza de fruites. Algunes es basen en una base de pizza de massa de llevat tradicional, mentre que d'altres tenen una base semblant a una galeta i s'assemblen a una pizza tradicional només per tenir una forma rodona i plana amb una base i un ingredient diferents. Algunes pizzeries ofereixen pizzes de postres.

## Nutrició
Algunes pizzes produïdes en massa per cadenes de pizzeries americanes han estat criticades per tenir un equilibri d'ingredients poc saludable. La pizza pot tenir un alt contingut en sal i greixos, i té un alt contingut en calories. L'USDA informa d'un contingut mitjà de sodi de 5.100 mg per 36 cm de pizza a les cadenes de menjar ràpid.

## Plats similars

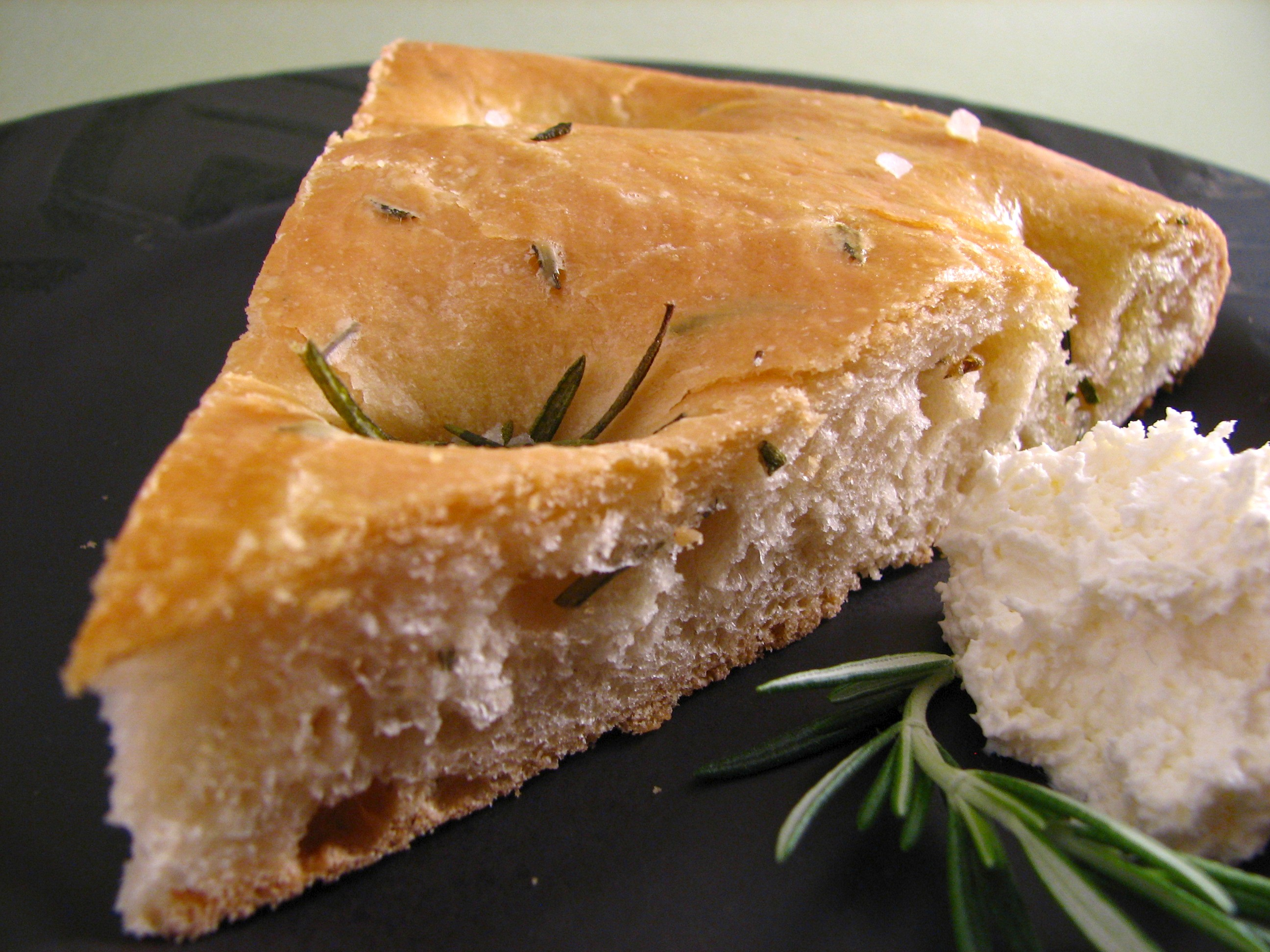
Focaccia al romaní

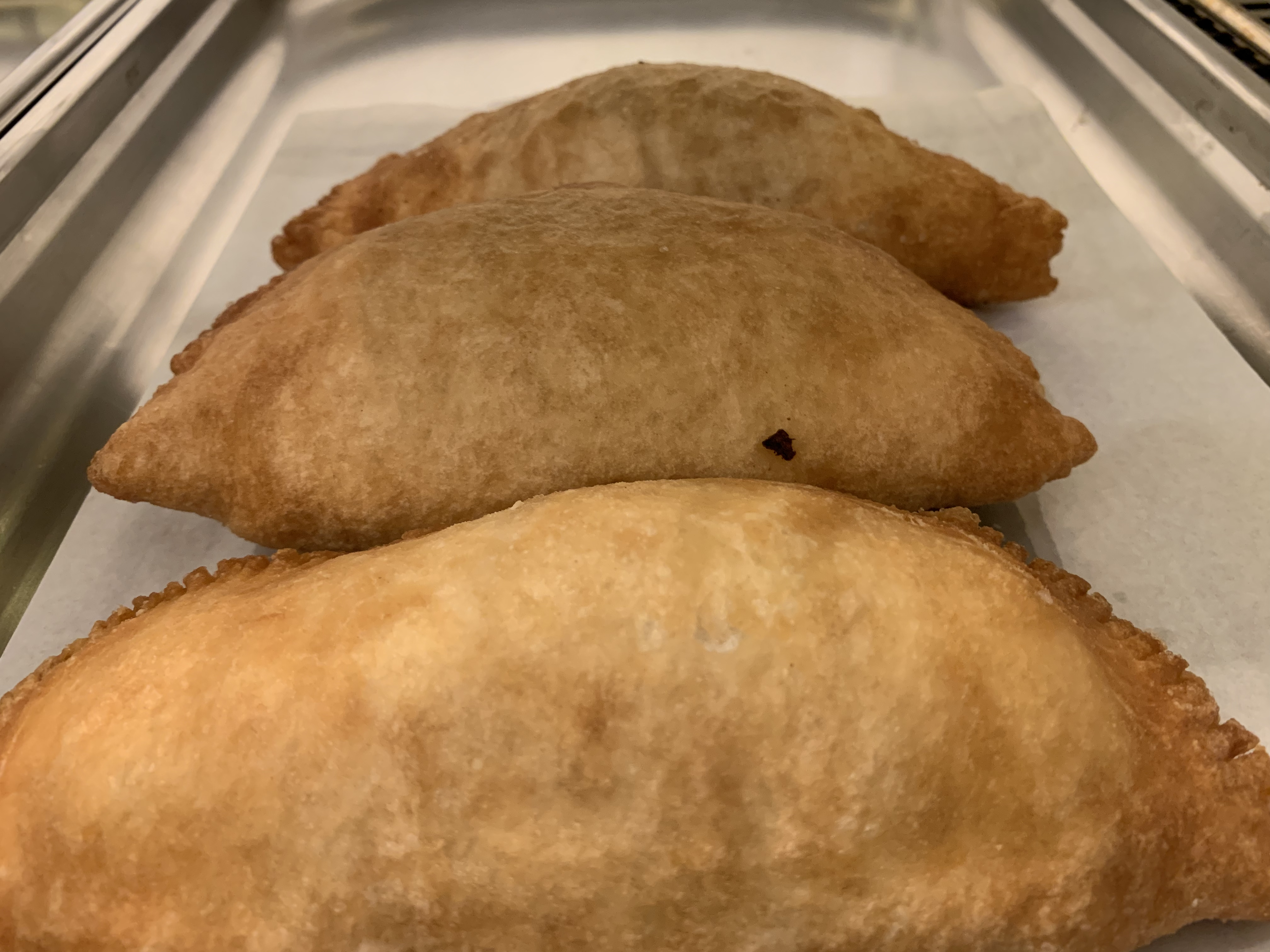
Panzerotti

- El calzone i l'stromboli són plats similars que sovint es fan amb massa de pizza doblegada (calzone) o enrotllada (stromboli) al voltant d'un farcit.
- Coca és un plat similar que es consumeix principalment a Catalunya i regions veïnes, però que s'ha estès a altres zones d'Espanya i a Algèria. N'hi ha versions dolces i salades.
- La Farinata o cecina és un plat regional de la Ligúria (farinata) i la Toscana (cecina).[97] Sovint es cou en un forn de maons i normalment es pesa i es ven per talls.
- Flammekueche és una especialitat alimentària de la regió d'Alsàcia.
- La focaccia és un pa italià pla llevat cuit al forn, similar en estil i textura a la pizza; en alguns llocs, s'anomena pizza bianca (lit. ‘pizza blanca’).[98]
- Els dits d'all són un plat de l'Atlàntic Canadenc, similar a una pizza en forma i mida, i fet amb una massa similar. Es guarneix amb mantega fosa, all, formatge i, de vegades, cansalada.
- İçli pide, o simplement pide, és un plat turc, similar a una pizza, ja que està fet de massa a base de blat coberta amb tomàquet, formatge i altres ingredients, i normalment té forma de vaixell.
- Khachapuri és un pa georgià farcit de formatge.
- Lahmacun és un pa pla de l'Orient Mitjà cobert amb carn picada; la base és molt fina i la capa de carn sovint inclou verdures picades.[99]
- Manakish és un llevantí plat de pa pla.
- Pizza Matzah és un plat de pizza jueu.
- Els Panzerotti són similars als calzones, però fregits en lloc de coure'ls al forn.
- Pastrmalija és un pastís de pa fet de massa i carn. Normalment té forma ovalada amb carn picada a sobre.
- Piadina és un pa pla italià prim, que es prepara típicament a la regió històrica de la Romagna.
- Pissaladière és similar a una pizza italiana, amb una crosta lleugerament més gruixuda i una cobertura de ceba cuita, Anxoves i olives.
- Pizza bagel és un bagel amb ingredients similars als de les pizzes tradicionals.
- Okonomiyaki, sovint anomenada "pizza japonesa", és un plat japonès que es cuina en una placa calenta.[100]
- Pizza cake és una pizza de diverses capes.
- Pizza rolls són un producte congelat per a aperitius.
- Pizza strips és un pastís de tomàquet d'origen italoamericà.
- Wähe és un tipus de pastís suís.
- La pizza de Zanzíbar és un menjar de carrer que es serveix a Stone Town, Zanzíbar, Tanzània. Utilitza una massa molt més fina que la massa de pizza, gairebé com la massa de filo, farcida de carn picada de vedella, ceba i un ou, similar a la basṭīla marroquina.[101]
- Zwiebelkuchen és una coca de ceba alemanya, sovint cuita al forn amb cansalada a daus i llavors de comí.